# Cassandra Austen (née Leigh)
Pour les articles homonymes, voir Austen, Cassandra Austen et Leigh.
Cassandra Austen (née Leigh, 1739-1827) est la mère de la romancière Jane Austen, ainsi que l'épouse de George Austen.
D'origine aristocratique, puisque la famille des Leigh compte parmi ses membres éminents le lord-maire de Londres qui accompagna la reine Élisabeth Ire lors de son couronnement, et dotée de la vivacité d'esprit des Leigh dont hérite Jane Austen, elle donne naissance à huit enfants : six fils et deux filles.
Son prénom, porté également par sa fille aînée, Cassandra Austen, est une tradition de famille, qui évoque Cassandra, duchesse de Chandos, car le duc de Chandos était le frère de la grand-mère de Cassandra Leigh.

## Biographie

### Famille Leigh
Née en 1739, Cassandra Leigh est la plus jeune fille du Révérend Thomas Leigh, de la famille des Leigh du Warwickshire. M. Thomas Leigh était lui-même le frère cadet du Dr Theophilus Leigh, bien connu à Oxford à l'époque, puisqu'il fut Master of Balliol College pendant un demi-siècle environ, où il se signala par son esprit et ses réparties cinglantes. James Austen Leigh, le neveu de Jane Austen qui écrivit Souvenir de Jane Austen (A Memoir of Jane Austen), lui impute l'humour et l'ironie de celle-ci.
Cassandra Leigh, dotée de la vivacité d'esprit des Leigh, aime à revendiquer son appartenance à cette aristocratique famille : ainsi, Sir Thomas Leigh avait été lord-maire de Londres et, à ce titre, avait conduit la reine Élisabeth Ire lors de son couronnement en 1558. William Leigh, de Adelstrop, avait été emprisonné pour avoir soutenu la cause du roi Charles Ier. Et Sir Thomas Leigh, de Stoneleigh, avait donné refuge à Charles Ier lorsque, poursuivi par les Round Heads (les « Têtes Rondes »), il avait vu les portes de la ville de Coventry se fermer devant lui. La grand-mère de Cassandra Leigh, enfin, Mary Brydges, était la sœur du duc de Chandos, et le nom de Cassandra était un hommage familial à la femme du duc, qui portait ce même prénom.
Du côté de sa mère Jane Walker, Cassandra Leigh a également quelques ancêtres de marque, tels que Sir Thomas White (1492-1567), qui fonde le St John's College d'Oxford.

### Personnalité
On ne possède qu'assez peu d'informations sur Mrs Austen. Elle était, selon Deirdre Le Faye, petite et mince, avec des yeux gris, le teint clair et les cheveux noirs ; elle était dotée d'un certain sens de l'humour, l'esprit vif et la démarche sémillante.
David Cecil en dit de son côté qu'elle faisait des poèmes humoristiques, qu'elle était petite et décidée, « facile à contenter », un véritable « Ange de la maison », reprisant les vêtements de toute la famille, conversant avec verve et écrivant des lettres vivantes et bavardes... Maggie Lane rappelle qu'« elle préparait du porc pour que ses marins de fils puissent l'emporter en voyage », et qu'assistée d'une cuisinière, elle supervisait fréquemment la préparation de 10 à 12 repas trois fois par jour, domestiques et élèves de son mari compris.

### Mariage avec George Austen
Le Révérend George Austen épouse Cassandra Leigh le 26 avril 1764, dans l'église St Swithin de Bath. Ils vivent tout d'abord à Deane, avant de déménager à Steventon en 1771, où ils resteront pendant quelque trente ans.
Ils commencèrent leur vie de couple en ayant la charge du fils du célèbre Warren Hastings, futur gouverneur général des Indes, sans doute à l'instigation de la sœur de George Austen, Mrs Philadelphia Hancock.
Leur vie est difficile, car le revenu du Révérend George Austen provenant de ses fonctions de pasteur de Steventon ne s'élève guère qu'à une centaine de livres par an. De 1773 à 1796, il arrondit ses revenus par des activités annexes, celles de fermier, et aussi de précepteur de trois ou quatre garçons, en pension chez lui.

## Enfants
Les Austen auront successivement huit enfants :
- James (1765-1819) ;
- George (1766-1838), très tôt placé dans une famille d'accueil car il est mentalement anormal et soumis à des crises ;
- Edward (1767-1852) ;
- Henry Thomas (1771-1850) ;
- Cassandra Elizabeth (1773-1845)
- Francis William (Frank) (1774-1865) ;
- Jane (1775-1817) ;
- Charles John (1779-1852).